# Valle de Trápaga-Trapagaran
Valle de Trápaga-Trapagaran (nome ufficiale), Trapagaran in basco o Valle de Trápaga in castigliano, è un comune spagnolo di 12 621 abitanti situato nella comunità autonoma dei Paesi Baschi.
Fino al 1983 il comune era denominato San Salvador del Valle.